# كزوارينة كانينغهامية

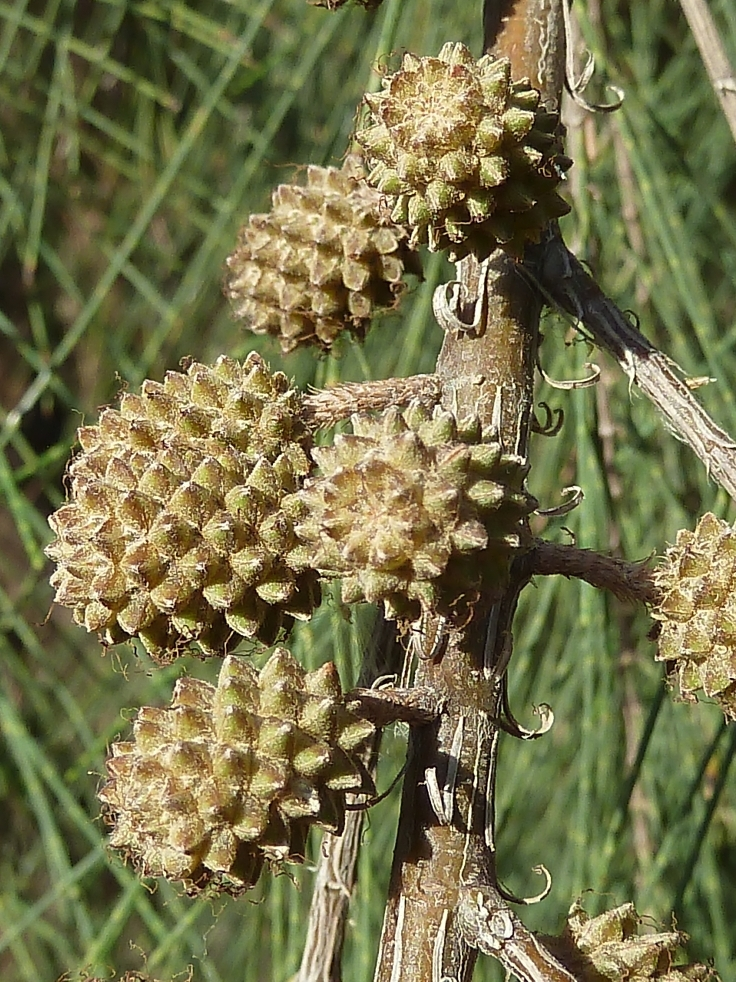
Immature seedpods in situ

كزوارينة كانينغهامية (الاسم العلمي:Casuarina cunninghamiana) هي نوع من النباتات تتبع جنس الكزوارينة من الفصيلة الكزوارينية.

## انظر أيضا

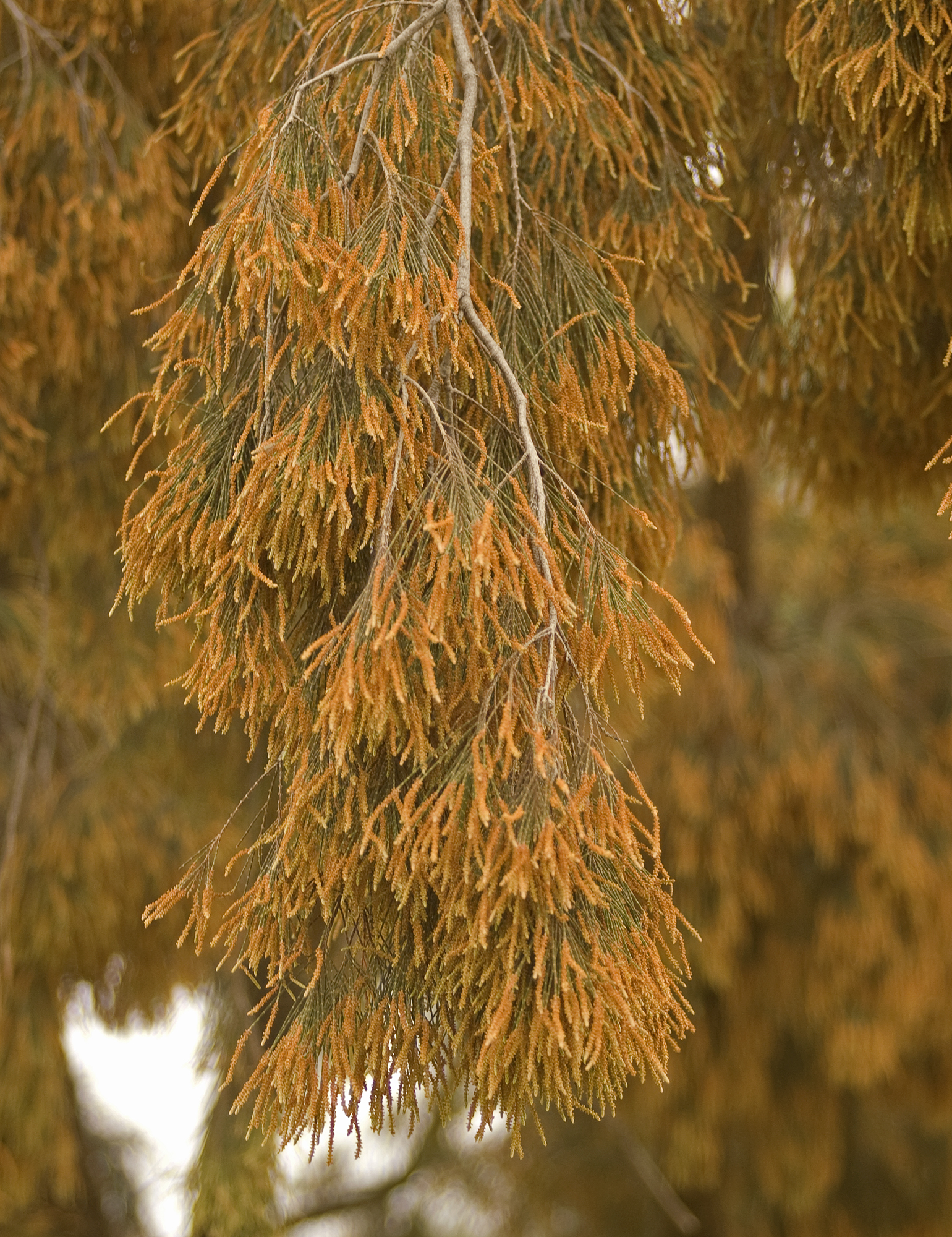
Male flowers of a C. cunninghamiana subsp. cunninghamiana.